# William Joyce (écrivain)
Cet article concerne l'écrivain de livres pour enfants. Pour l'homme politique américain, voir William Joyce.
Œuvres principales
A Day with Wilbur Robinson
The Fantastic Flying Books of Mr. Morris Lessmore
William Edward "Bill" Joyce né le 11 décembre 1957 à Shreveport en Louisiane est un écrivain, illustrateur et réalisateur américain. Ses illustrations figurent sur de nombreuses couvertures du New Yorker et ses peintures sont exposées dans des musées et des galeries d'art. Joyce a remporté un oscar du meilleur court métrage d'animation avec Brandon Oldenburg.

## Littérature pour enfants
William Joyce a écrit et illustré plus de cinquante livres pour enfants tels que Georges rétrécit, Rolie Polie Olie ou encore Une journée avec Martin Robinson.
Il travaille actuellement sur une série de romans, The Guardians of Childhood constituée d'un total de 13 livres.

## Films et télévision
Joyce a reçu trois Daytime Emmy Awards pour Rolie Polie Olie. Sa seconde série télévisée, Georges rétrécit, est diffusée quotidiennement sur PBS.
Joyce a créé des personnages conceptuels pour les films Toy Story (1995) et 1 001 Pattes (1998) pour les studios Disney/Pixar.
En 2001, après que Joyce et Chris Wedge, le réalisateur de L'Âge de glace, échouent à adapter à l'écran l'un des livres de Joyce, Santa Calls, ils ont tous les deux l'idée du film d'animation Robots basé sur un livre du même nom de Joyce lui-même. En plus d'être l'un des créateurs, Joyce s'est également impliqué en tant que producteur et chef décorateur.
En 2005, Joyce et Reel FX lancent un projet conjoint, Aimesworth Amusements, pour produire des films d'animation, des jeux vidéo et des livres. La nouvelle compagnie annonce le projet de réaliser trois films d'animation: The Guardians of Childhood, The Mischevians, et Dinosaur Bob and His Adventures With the Family Lazardo. Le premier de ses trois projets, The Guardians of Childhood a été développé par DreamWorks Animation sous le titre, Les Cinq Légendes (Rise of the Guardians). Ce film est sorti en 2012 et est basé sur la série de livres The Guardians of Childhood de Joyce ainsi que sur le court-métrage d'animation Man in the Moon, réalisé par Joyce.
En 2007, Disney sort le film Bienvenue chez les Robinson, basé sur son roman A Day with Wilbur Robinson. Joyce est producteur exécutif du film aux côtés de John Lasseter et Clark Spencer.
En août 2009, Joyce et Brandon Oldenburg, le cofondateur de Reel FX, fondent Moonbot Studios, un studio d'animation et d'effets visuels basé à Shreveport. Le studio produit un court métrage d'animation oscarisé ainsi qu'une application pour iPad Les Fantastiques Livres volants de M. Morris Lessmore. Une adaptation en livre a été publiée à l'été 2012. Le studio a publié en 2012 une autre application, Numberlys, avec un court métrage et un livre annoncés pour plus tard.
Son livre, The Leaf Men a été adapté en 2013 par Blue Sky Studios en un film animé par ordinateur nommé Epic : La Bataille du royaume secret, avec Joyce en tant que scénariste, producteur exécutif et chef décorateur.

## Communauté
En 2006, Joyce fonde la Katrinarita Gras Foundation pour collecter des fonds pour les victimes des ouragans Katrina et Rita. Il met en vente des reproductions de ses couvertures non publiées de Mardi Gras du New Yorker, tous les bénéfices étant reversés à des artistes et associations d'art de Louisiane.

## Récompenses

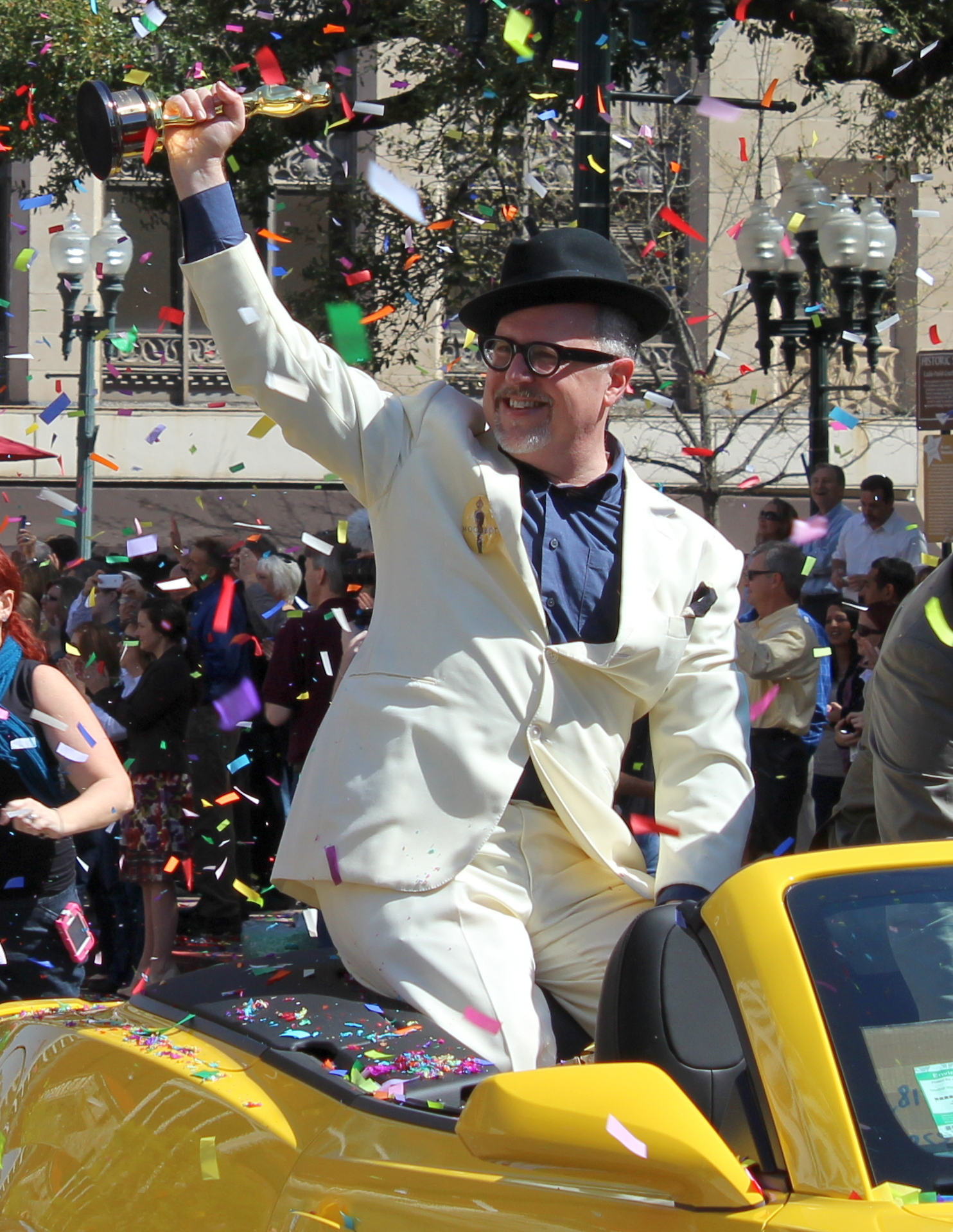
Joyce en March 2012 tenant l'Oscar pour son court-métrage Les Fantastiques Livres volants de M. Morris Lessmore pendant une parade en son honneur et celui de Brandon Oldenburg dans le centre-ville de Shreveport.

Joyce a reçu en 2008 le Louisiana Writer Award pour sa contribution durable à « l'héritage intellectuel littéraire de la Louisiane ». La récompense lui a été remise le 4 octobre 2008 au cours d'une cérémonie au Festival du Livre de Louisiane à Baton Rouge. Le 26 février 2012, il reçoit un oscar du meilleur court métrage d'animation pour Les Fantastiques Livres volants de M. Morris Lessmore.
En 1997, Newsweek l'a nommé dans le top 100 des personnalités à suivre dans le nouveau millénaire.

### Oscars
| Year | Nominated work                                        | Category                           | Result  |
| ---- | ----------------------------------------------------- | ---------------------------------- | ------- |
| 2012 | Les Fantastiques Livres volants de M. Morris Lessmore | meilleur court métrage d'animation | Lauréat |

## Vie privée
William Joyce vit avec son fils Jackson Edward Joyce à Shreveport en Louisiane. Sa fille, Mary Katherine, est décédée d'une tumeur cérébrale à l'âge de 18 ans le 2 mai 2010,. Les Cinq Légendes, un film inspiré par les histoires que racontait Joyce à sa fille et qui ont donné la série de livres The Guardians of Childhood a été dédicacé à sa mémoire. Le personnage principal d'Epic : La Bataille du royaume secret, également basé sur un de ses livres, The Leaf Men and the Brave Good Bugs, a été nommé d'après elle. Son épouse, Frances Elizabeth Baucum Joyce, qui était avocate au barreau de Shreveport, est décédée le 20 janvier 2016 à l'âge de 55 après un long combat contre une sclérose latérale amyotrophique également connue sous le nom de maladie de Charcot.

## Œuvres

### Livres
Note: Tous les livres sont écrits et illustrés par William Joyce, sauf mention contraire.
- My First Book of Nursery Tales - écrit par Marianna Mayer (1983)[20]
- Tammy and the Gigantic Fish - écrit par Catherine & James Gray (1983)[21]
- Waiting for Spring Stories - écrit par Bethany Roberts (1984)[22]
- William Joyce's Mother Goose (1984)[23]
- George Shrinks (1985)[24]
- Shoes – écrit par Elizabeth Winthrop (1986)
- Dinosaur Bob and His Adventures with the Family Lazardo (1988)
- Robots (1988)
- Humphrey's Bear - écrit par Jan Wahl (1989)
- Some of the Adventures of Rhode Island Red - écrit par Stephen Manes (1990)
- A Day with Wilbur Robinson (1990)
- Nicholas Cricket - écrit par Joyce Maxner (1991)
- Bently & Egg (1992)
- Santa Calls (1993)
- Don't Wake the Princess: Hopes, Dreams, and Wishes -Cover art (1993)
- A Wiggly, Jiggly, Joggly Tooth - écrit par Bill Hawley (1995)
- The Leaf Men and the Brave Good Bugs (1996) Play (première au théâtre Strand (Shreveport, Louisiane))-1998
- Buddy (1997)
- World of William Joyce Scrapbook - Photos de Philip Gould et illustrations de Christine Kettner (1997)
- Life with Bob (board book) (1998)
- Baseball Bob (board book) (1999)
- The Art of Robots (2004)
- The Art of Rise of the Guardians (2012)
- The Fantastic Flying Books of Mr. Morris Lessmore (2012)[25]
- The Mischievians (2013)[26]
- The Numberlys - co-illustrated with Christina Ellis (2014)[27]
- A Bean, A Stalk And A Boy Named Jack (2014)[28]
- Billy's Booger (2015)[29]
- Ollie's Odyssey (2015)[30]
- Bently & Egg (2017)[31]

Série Rolie Polie Olie:
1. Rolie Polie Olie (1999)
2. Rolie Polie Olie: How Many Howdys? (board book) (1999)
3. Rolie Polie Olie: A Little Spot of Color (board book) (2000)
4. Rolie Polie Olie: Polka Dot! Polka Dot (board book) (2000)
5. Snowie Rolie (2000)
6. Rolie Polie Olie- Character Books: Olie, Spot, Zowie, Billie (2001)
7. Sleepy Time Olie (2001)
8. Big Time Olie (2002)
9. Busy Books (2002)

Peakaboo You!
Rolie Polie Shapes
Be My Pal!
Rocket Up, Rolie!
Série The Guardians of Childhood:
Romans:
1. Nicholas St. North and the Battle of the Nightmare King (2011) – écrit avec Laura Geringer[32]
2. E. Aster Bunnymund and the Warrior Eggs at the Earth's Core! (2012)[33]
3. Toothiana: Queen of the Tooth Fairy Armies (2012)[34]
4. The Sandman and the War of Dreams (2013)[35]
5. Jack Frost: The End Becomes The Beginning

Livres d'images:
1. The Man in the Moon (2011)[36]
2. The Sandman: The Story of Sanderson Mansnoozie (2012)[37]
3. Jack Frost (2015)

### Films
| Année | Titre | Rôle                                                    | Notes                                     |
| ----- | --- | ------------------------------------------------------- | ----------------------------------------- |
| 1995  | Toy Story                                                                                                 |                                                         | Conception conceptuelle et artistique     |
| 1997  | Buddy | Scénariste                                              |                                           |
| 1998  | 1 001 Pattes (A Bug's Life)                                                                               |                                                         | Conception conceptuelle et artistique     |
| 2005  | Robots | Scénariste, producteur et directeur artistique          |                                           |
| 2007  | Bienvenue chez les Robinson (Meet the Robinsons)                                                          | Scénariste et producteur exécutif                       |                                           |
| 2007  | Le Merveilleux Magasin de Mr. Magorium (Mr. Magorium's Wonder Emporium)                                   | Directeur artistique                                    | Conception des séquences de l'écran titre |
| 2011  | Les Fantastiques Livres volants de M. Morris Lessmore (The Fantastic Flying Books of Mr. Morris Lessmore) | Scénariste et réalisateur                               |                                           |
| 2012  | Les Cinq Légendes (Rise of the Guardians)                                                                 | Scénariste et producteur exécutif                       |                                           |
| 2013  | Epic : La Bataille du royaume secret (Epic)                                                               | Scénariste, directeur artistique et producteur exécutif |                                           |
| 2013  | The Scarecrow                                                                                             | Producteur exécutif                                     |                                           |
| 2013  | The Numberlys                                                                                             | Réalisateur et scénariste                               |                                           |
| 2014  | Silent | Producteur exécutif                                     |                                           |
| 2014  | The Cask of Amontillado                                                                                   | Réalisateur                                             |                                           |

### Séries télévisées
| Année     | Titre                             | Rôle | Notes                                              |
| --------- | --------------------------------- | ---- | -------------------------------------------------- |
| 1998-2004 | Rolie Polie Olie                  |      | Créateur, basée sur la série de livres du même nom |
| 2000-2001 | Georges rétrécit (George Shrinks) |      | Créateur, basée sur la série de livres du même nom |